# Christian Gottlieb Friese
Christian Gottlieb Friese (* 1717; † 1795 in Warschau) war ein deutscher Hofrat bei König Stanisław August von Polen und Präses des evangelisch-augsburgischen Konsistoriums in Warschau.

## Leben
Friese kam wahrscheinlich aus dem Herzogtum Preußen nach Polen. Er war Teilnehmer der protestantischen Konföderation von Thorn 1767. Friese wurde zum Geheimen Rat des polnischen Königs Stanisław II. August und setzte sich in dieser Funktion für die Rechte der lutherischen Deutschen in Polen ein.
1782 war er Mitglied des neu gebildeten lutherischen Konsistoriums Unveränderter Augsburgischer Confession, das sich vom Konsistorium der unierten Reformierten und Lutheraner  (Union von Sielce 1777) abgrenzte. 1784 wurde er dessen Präses.

## Werke
- La Metropolitaine de Leopol avec ses archeveques jusqua notre tems [Die Metropolie Lemberg und ihre Erzbischöfe bis in unsere Zeit], Warschau 1758 (Google-Buch)
- De episcopatu Kijoviensi ex Okolscii opere [Das Bistum Kiew], Varsaviae 1763
- Beyträge zu der Reformatonsgeschichte in Polen und Litthauen, Breslau 1786 (Google Buch)
- Kirchengeschichte des Königreichs Polen : vom Ursprunge der christlichen Religion in diesem Reiche und der Entstehung der Bischofthümer, Posen, Gnesen, Krakau, Breslau, Lebus x. : wie auch der verschiedenen Religions-Stretigkeiten dieses Landes bis auf jetzige Zeit, Breslau 1786 (Google Buch)

Übersetzung
- Lucas Gornicki, Starosten von Tykocin und Wasilkow, Unterredung von der Wahl, Freyheit, Gesetzen und Sitten der Pohlen, zur Zeit der Wahl Sigismund des Dritten verfertiget und ohnlängst nach verbesserter alten pohlnischen Schreibart aufs neue herausgegeben durch J.Z.R.K. Nunmehro [...] ins Deutsche übersetzet und mit [...] dem Leben des Auctoris versehen von Christian Gottlieb Friesen, Breslau, Leipzig 1762.